# Landange
Landange település Franciaországban, Moselle megyében. Lakosainak száma 242 fő (2022. január 1.). Landange Aspach, Gondrexange, Lorquin, Neufmoulins és Saint-Georges községekkel határos.

## Népesség
A település népességének változása:
| Lakosok száma | 203  | 202  | 197  | 237  | 226  | 229  | 242  | 243  | 247  | 242  |
|               | 1968 | 1982 | 1990 | 2006 | 2013 | 2015 | 2017 | 2019 | 2020 | 2022 |